# Revista Jurídica de Catalunya
Revista Jurídica de Catalunya fou una revista fundada el 1895 pel Col·legi d'Advocats de Barcelona i l'Acadèmia de Jurisprudència i Legislació de Catalunya. D'antuvi s'escrivia en castellà, poc després fou bilingüe i el 1931 adoptà el títol en català. Hi col·laboraren els principals juristes catalans del seu temps, com Guillem Maria de Brocà i de Montagut, Josep Pella i Forgas, Manuel Duran i Bas, Rafael Gay de Montellà, Raimon Duran i Ventosa, Ramon d'Abadal i de Vinyals i Enric Prat de la Riba, que s'encarregà molts anys de les Misceláneas Jurídicas. La seva publicació fou interrompuda durant la guerra civil espanyola, fou represa en castellà el 1945 per les autoritats franquistes. Des del 1978 torna a ésser bilingüe. Va rebre la Creu de Sant Jordi l'any 2002.